# Tournoi des Cinq Nations 1924
Navigation
Tournoi 1923 Tournoi 1925
Le Tournoi des Cinq Nations 1924, se déroulant du 1er janvier au 27 mars 1924, est le dixième (ou le 37e tournoi britannique depuis 1882-83). Il a été remporté par l'Angleterre qui réalise un deuxième Grand Chelem consécutif. La France est dernière à égalité avec le pays de Galles.
Huit stades sont utilisés car l'Irlande, le pays de Galles et la France reçoivent dans deux villes différentes chacune.

## Classement
| Rang | Nations        | J | V | N | D | PP | PC | Δ   | Pts |
| ---- | -------------- | - | - | - | - | -- | -- | --- | --- |
| 1    | Angleterre (T) | 4 | 4 | 0 | 0 | 69 | 19 | +50 | 8   |
| 2    | Écosse         | 4 | 2 | 0 | 2 | 58 | 49 | +9  | 4   |
| 2    | Irlande        | 4 | 2 | 0 | 2 | 30 | 37 | -7  | 4   |
| 4    | France         | 4 | 1 | 0 | 3 | 25 | 45 | -20 | 2   |
| 4    | Pays de Galles | 4 | 1 | 0 | 3 | 39 | 71 | -32 | 2   |

- Attribution des points de classement (Pts) :
2 points pour une victoire, 1 point en cas de match nul, rien pour une défaite.

- L'Angleterre, victorieuse du Tournoi avec son cinquième Grand chelem, a aussi les meilleures attaque, défense et différence de points.

## Résultats
Les dix matches sont joués sur neuf dates et dans huit villes.
| Mardi 1er janvier 1924, Paris     | France         | 12 - 10 | Écosse         | Résumé |
| Samedi 19 janvier 1924, Swansea   | Pays de Galles | 09 - 17 | Angleterre     |        |
| Samedi 26 janvier 1924, Dublin    | Irlande        | 06 - 0  | France         |        |
| Samedi 2 février 1924, Édimbourg  | Écosse         | 35 - 10 | Pays de Galles |        |
| Samedi 9 février 1924, Belfast    | Irlande        | 03 - 14 | Angleterre     |        |
| Samedi 23 février 1924, Londres   | Angleterre     | 19 - 7  | France         |        |
| Samedi 23 février 1924, Édimbourg | Écosse         | 13 - 8  | Irlande        |        |
| Samedi 8 mars 1924, Cardiff       | Pays de Galles | 10 - 13 | Irlande        |        |
| Samedi 15 mars 1924, Londres      | Angleterre     | 19 - 0  | Écosse         |        |
| Jeudi 27 mars 1924, Colombes      | France         | 06 - 10 | Pays de Galles | Résumé |